# Danila Yashchuk
Bản mẫu:Eastern Slavic name
Danila Sergeyevich Yashchuk (tiếng Nga: Данила Серге́евич Ящук; sinh ngày 13 tháng 3 năm 1995) là một cầu thủ bóng đá người Nga. Anh thi đấu cho F.K. Volgar Astrakhan.

## Sự nghiệp câu lạc bộ
Anh có màn ra mắt tại Giải bóng đá ngoại hạng Nga vào ngày 26 tháng 5 năm 2013 cho F.K. Zenit Sankt Peterburg trong trận đấu với F.K. Amkar Perm.